# Ju Kil-čun
Ju Kil-čun (korejsky 유길준, 24. října 1856 Soul – 30. září 1914 tamtéž) byl korejský spisovatel a politik za vlády dynastie Čoson a následně za japonské okupace Koreje také aktivista za nezávislost Koreje. Publikoval také pod pseudonymy Ku-dang (구당), Čchŏnmin (천민) a Kuil (구일).
Jeho známým dílem je cestopis Sŏju kjŏnmun (서유견문, doslova Pozorování ze západních cest), který napsal po roce 1884, kdy byl součástí korejské delegace, která jela do Spojených států amerických pozorovat tamní státní správu a hospodářství.